# The Destroyer
The Destroyer, de son vrai nom Pietro Paolo Salamone, est un producteur et disc jockey de techno hardcore italien.

## Biographie
Il sort en 1995 son premier EP Break Your Speaker sur le label italien D-Boy Black Label. S'ensuivent une multitude d'autres EP, notamment sur ce même label et sur Head Fuck Records, tous caractérisés par un style de techno hardcore sans concession accompagnée de samples rapides et violents.
Son premier album studio, tout simplement intitulé The Album, est publié en 2005, sur le label français Epileptik. Parallèlement, The Destroyer participe à de nombreuses soirées techno à travers toute l'Europe. En 2008, il participe à un set sur la compilation I Hate Trance vol. 4 - Demons of the Underground, accueilli avec une note de 73 sur 100 par le site spécialisé Partyflock.
En 2012, The Destroyer crée son propre label musical, Airfight Records, qui lui permet de proposer ses EP en téléchargement gratuit.
En 2017, il s'associe avec Brutal Force pour la sortie de l'EP Label Clash, chez Brutal Force Records.

## Discographie
- Break Your Speaker (12", EP)
- Khorona - Nooo!!! (7")
- Mass of Shit (12", EP)
- My Brain Is Sick (12")
- The Hardcore Healing (10")
- The Korrosive Adventure (10")
- You're Like a Toasted Dork (12")
- Neighbourhood EP (12", EP)
- Total Hate (12")
- Sicilian Antibitch EP (12", EP)
- Remix Collection (12")
- Dumbastard (12")
- The Return E.P. (12", EP)
- Prepare Yourself (12")
- Aggression (12")
- The Album
- Head Fuck is Dead (12")
- Italian Madness (12", EP)
- The Fact is Phakt (12", EP)
- Ernestina 2010 (12", EP)
- Versus One EP (EP split avec Noisekick)
- Label Clash (avec Brutal Force, 2017)

EP sortis sur son label indépendant Airfight Records :
- A Further Reality
- Social Basswork
- Dutchilian
- Learn From The Pain
- No Headz
- No Fuckin Commercial